# Viktor Sergeevič Kočubej
Il principe Viktor Sergeevič Kočubej (in russo Виктор Сергеевич Кочубей?) (Alupka, 11 ottobre 1860 – Wiesbaden, 4 dicembre 1923) è stato un generale russo.

## Biografia
Era il figlio di Sergej Viktorovič Kočubej (1820-1880), e di sua moglie, Sof'ja Aleksandrovna Benckendorva (1824-1879), figlia di Alexander von Benckendorff. Era il nipote del Ministro dell'Interno Viktor Pavlovič Kočubej. Venne educato privatamente.
Nel 1879 prestò servizio nel Reggimento di Cavalleria. Nello stesso anno fu promosso al grado di tenente. In seguito fece parte del seguito di Sua Maestà Imperiale.
Fu aiutante di campo dello zarevic Nicola (1892-1894), che lo aveva accompagnato nel suo viaggio in Oriente (1890-1891). Dal 1908, svolse le funzioni di capo del Ministero della Corte Imperiale
Sposò la principessa Elena Konstantinovna Beloselskaja-Belozerskaja (1869-1944), figlia del principe Kostantin Ėsperovič Belosel'skij-Belozerskij. Ebbero tre figli:
- Viktor Viktorovič (1893-1953)
- Vera Viktorovna (1894-1967)
- Sof'ja Viktorovna (1896-1920)

Durante la rivoluzione di febbraio, fu rilasciato su ordine di Kerenskij. Nel 1917 si ritirò dall'esercito per motivi di salute e si trasferì a Kiev, dopodiché emigrò in Germania.
Morì il 4 dicembre 1923 a Wiesbaden.